# Општина Татару (Прахова)
Татару (рум. Tătaru) општина је у Румунији у округу Прахова.
Oпштина се налази на надморској висини од 415 m.